# Adelpha lamasi
Espèce
Adelpha lamasi est une espèce de papillons de la famille des Nymphalidae, sous famille des Limenitidinae et du genre Adelpha.

## Dénomination
Adelpha lamasi a été décrit par Keith Richard Willmott (d) et Jason Piers Wilton Hall en 1999.

## Écologie et distribution
Adelpha lamasi est présent dans le Nord-Ouest de Équateur. 

### Protection
Pas de statut de protection particulier.